# János Horváth
János Horváth (n. 24 iunie 1878, Marghita, Austro-Ungaria – d. 9 martie 1961, Budapesta, Republica Populară Ungară) a fost un scriitor maghiar.